# Wolfgang Nebel
Wolfgang Nebel (* 15. November 1956) ist ein deutscher Informatiker und  Professor für den Entwurf integrierter Schaltungen am Department für Informatik der Carl von Ossietzky Universität Oldenburg.

## Leben
Nebel studierte an der Universität Hannover Elektrotechnik und wurde am Fachbereich Informatik der TU Kaiserslautern als Mitarbeiter von Reiner Hartenstein promoviert. Bis 1993 war er Leiter der CAD-Software-Entwicklung bei Philips Semiconductors in Hamburg. Sein derzeitiges Forschungsgebiet sind Methoden und Werkzeuge für eingebettete Systeme: Methoden und Werkzeuge für HW/SW-Spezifikation und -Synthese sowie Energieeffizienz in IuK-Systemen von Halbleiterschaltungen über Notebooks bis hin zu Rechenzentren. Nebel war und ist wissenschaftlicher Programmleiter oder Gesamtvorstand einer größeren Anzahl internationaler Konferenzen und wirkt in vielen weiteren Gremien und berufsständischen Organisation mit. Er war von 2005 bis 2020 Vorstandsvorsitzender des Forschungsinstituts OFFIS, ist Vorsitzender des edacentrum, Mitglied des Vorstands des its-mobility Verbands, war bis 2020 Mitglied des Hauptvorstands des Bitkom, bis 2022 Sprecher des Themennetzwerks Informations und Kommunikationstechnik des Deutschen Akademie für Technikwissenschaften acatech, Fellow des IEEE sowie Mitgründer der ChipVision Design Systems AG. Er war von 2015 bis 2019 Wissenschaftlicher Vize-Präsident der Deutschen Industrieforschungsgemeinschaft Konrad Zuse e. V. Wolfgang Nebel ist ein international führender Experte für den Entwurf stromsparender Mikroelektronik-Schaltungen und Computer-Systeme. Er hat mehr als 200 wissenschaftliche Veröffentlichungen publiziert.
Neben dem Beruf begeistert sich Wolfgang Nebel für Hochseesegeln und Fotografie. Seit 2015 publiziert Wolfgang Nebel seine fotografischen Arbeiten in nationalen und internationalen Ausstellungen. 